# Пастак Абрам Ісаакович
Абраам Ісакович Пастак (нар. 1861 або 1862, Сімферополь, Таврійська губернія, Російська імперія — пом. березень 1932, Ташкент, Узбецька РСР) — російський і радянський підприємець-садівник і благодійник.

## Життєпис
Народився 1861 року (за іншими даними — 1862 року) в багатій караїмській родині. Його батько — почесний громадянин Ісаак Йосипович Пастак, був великим землевласником у Сімферополі; в їхньому господарстві, яке займало 80 гектарів, були сади, виноградники, городи, розплідник. Після смерті батька маєток перейшов у спадок Абраму Ісааковичу.
Після служби в армії, в 1888 році Абрам Пастак закінчив Петровсько-Разумовську землеробську й лісову академію в Москві (нині Петровська сільськогосподарська академія), отримавши диплом магістра сільського господарства та лісівництва. Після цього він працював у власному розпліднику, неодноразово бував за кордоном, зокрема у Франції разом зі своїм братом Шаббетаєм знайомився з досвідом зарубіжних садівників. Оскільки розвиток садівництва в Таврійській губернії вимагав залучення кваліфікованих фахівців, А. І. Пастак виступав за створення на базі маєтку «Салгирка» школи садівництва й помологічної станції. У 1890 році написав листа до Сімферопольського відділення Імператорського російського товариства садівництва з пропозицією відкрити школу в його маєтку й безоплатно передати для цього власні вільні приміщення з можливістю її учням брати участь роботах у розпліднику й саду». У 1895 році «Школа садівництва, городництва й виноградарства» Міністерства землеробства Росії була офіційно відкрита в маєтку «Салгирка», який став також базою для цього навчального закладу. У 1897 році почався прийом садових робітників, найкращі з яких відправлялися стажуватися за кордон. Пізніше Абрам Ісаакович заснував в Балаклаві на паях з севастопольським промисловцем й купцем Йосипом Семеновичем Кефелі фабрику, призначену для консервування готової продукції.
Успіхи Абрама Ісаковича Пастак в помологічно-селекційній роботі були оцінені золотими медалями на садово-плодівницьких виставках в Нижньому Новгороді, Москві і Санкт-Петербурзі, а також у Парижі й Турині. У 1908 році Імператорська російське товариство садівництва святкувало своє 50-річчя, і в Санкт-Петербурзі організували Всеросійську ювілейну промислову виставкк садівництва, плодівництва та городництва, після закінчення якої деяким учасникам, серед яких був й А. І. Пастак, вручені медалі. У 1906 році удостоєний подяки від Таврійського губернського земського зібрання за ініціативу в справі облаштування приватних садівничих шкіл, а в 1908 році на виставці плодівництва в Геленджику йому вручили почесний диплом.
Також Абрам Пастак займався підприємницькою й громадською діяльністю. У 1902 році обраний в утворену членами «Сімферопольського відділення Імператорського Російського товариства садівництва» комісію з опрацювання питань, пов'язаних з потребами сільськогосподарської промисловості. У 1912 році разом іншими кримськими землевласниками включений в список осіб, які мали право брати участь у з'їзді землевласників з виборів до Державної Думи (Пастак володів 1 360 десятинами землі при селі Сарайли-Кият, нині село Мирне Сімферопольського району Криму). Абрам Ісаакович став ініціатором створення першого в Криму Сільськогосподарського товариства взаємного кредиту й банку взаємного кредиту, директором якого був з 1911 по 1920 рік; один з організаторів Кримської фруктової й винної біржі, створеної за сприяння Санкт-Петербурзької фруктової, винної, чайною та рибної біржі. Брав участь в роботі Сімферопольського повітового земського зібрання, разом з іншими видними діячами земства, входив до складу різних його комісій. Продукція господарства Пастака, користувалася попитом в Росії та за її межами, експортувалася до Франції, США, Туркестану. Абраму Ісаакович вдалося організувати поставки кримських фруктів до двору перського валіахди (спадкоємець престолу) Мохаммеда-Алі, за що 1904 року удостоєний ордена Лева й Сонця 3-го ступеня.
На терені благодійності Абрам Ісаакович Пастак брав участь в будівництві в Сімферополі будівлі караїмської кенаси, зробивши значне пожертвування. Від нього також надходили пожертвування на користь Сімферопольського благодійного товариства й Сімферопольського товариства «Дитяча допомога». Обирався й входив до складу опікунської ради Сімферопольської чоловічої казенної гімназії.
Жовтневий переворот і наступна за нею Громадянська війна завдали непоправної шкоди господарству А. І. Пастака: його сім'я втратила майже все, а сам він декілька разів заарештовувався й знаходився у в'язниці. Після завершення Громадянської війни Абрам Ісаакович працював рознощиком «караїмських пиріжків», які пекли його дружина й домробітниця. На початку 1920-их років відкрив курси, де передавав слухачам досвід своєї практичної роботи. Однак і на новому терені трудової діяльності Пастак як і раніше залишався для влади одним з «колишніх». У 1925 році репресований та висланий до Ташкенту, куди поїхав разом з дружиною. Тут він вивчив узбецьку мову, влаштувався на роботу агрономом і читав лекції з сільського господарства й садівництва в Ташкентському університеті (нині Національний університет Узбекистану), займався геліотехнікою. Також відкрив бухгалтерські курси при Окрпрофосві (Відділ окружної професійної освіти).
Помер у березні 1932 року, похований у Ташкенті.
У музеї історії радгоспу імені Ф. Я. Дзержинського, розташованого в селі Мирне Сімферопольського району, є музейна експозиція «Абрам Пастак — гідний син караїмського народу», присвячена науковій та господарської діяльності Абрама Пастака, а також історії та культурі караїмського народу.

### Сім'я
Абрам Ісаакаович був одружений з Берухою (Вірою) Самуїловною Крим (1870-1944) — сестрою Соломона Крима, прем'єр-міністра Кримського крайового уряду в 1919 році, члена Державної Ради й депутата Державної Думи Російської імперії першого та четвертого скликань від Таврійської губернії.
У подружжя Пастак було сім дітей — троє синів: 
- Ісаак (1894—1965), поручик Добровольчої армії, вчений-хімік, винахідник, кавалер Ордену Почесного легіону
- Себастьян (Шаббетай, 1896—1985)
- Ілля (?—1930-ті роки)

та чотири дочки: 
- Євгенія (Естер, 1897—1953)
- Софія (1898—1942), завідувачка Контрольно-наглядової дослідницької станції на Сакської озері[2]
- Анна (1900—1942), дружина диригента Арона Брискіна
- Єлизавета (1906—1993).

Онук (син Анни Пастак) — Анатолій Аркадійович Бріскін (1923-2005), радянський і російський диригент, педагог, піаніст.
Правнук — Валерій Левович Сигалевич (нар. 1950), піаніст, син Ірини Аркадіївни Брискін (дочка Анни Пастак, вчитель по фортепіано А. С. Караманова).